# Pulau Serangoon
Pulau Serangoon ou Coney Island (en chinois : 實龍崗島, en malais : செராங்கூன் தீவு), est une île située au Nord-Est de l'île principale de Singapour, entre Punggol (en) et Pulau Ubin.

## Géographie
Elle s'étend sur une longueur d'environ 2,4 km pour une largeur approximative de 660 m. Des travaux de polders y ont été réalisés de 1975 à 1990, en prévision d'y construire, dans la partie sud, des bâtiments résidentiels. Les travaux ont rétréci le canal entre Punggol et l'île à 100 m. Pourtant, malgré cette petite distance, des embarcations à moteur ont dû être spécialement louées pour atteindre l'île jusqu'à l'ouverture du parc Coney Island, relié à l'île principale par deux ponts à l'ouest et à l'est.

## Histoire
Elle est mentionnée dès 1825 dans un rapport d'hydrographie. Propriété de Aw Boon Haw et de Aw Boon Par (en), elle est vendue en 1950 à un homme d'affaires indien, Ghulam Mahmood, dans le but d'un faire un parc d'attraction. En 1951, une salle de danse, un restaurant, un bar et un hébergement en bord de mer y sont créés mais l'île est mise aux enchères dès 1954.
En 1972, le gouvernement de Singapour l'achète à un homme d'affaires thaïlandais et envisage d'y réaliser des travaux de mise en valeur des terres comprenant des chalets, une plage et un port de plaisance. Les travaux de mise en valeur des terres débute en 1975 portant la superficie de l'île de 32 à 62 hectares. D'autres polders sont établis dans les années 1990 avec des projets de construction d'un parc de 50 hectares.
L'Urban Redevelopment Authority (URA) indique qu'une partie de l'île sera affectée à des fins résidentielles, sportives et récréatives, et qu'une autre resterait provisoirement un parc. Le 11 octobre 2015, le parc ouvre ses portes au public, avec une plage de 2 km et un sentier de randonnées de 2,4 km.
Géré par le National Parks Board (en), le parc abrite une grande variété d'habitats, notamment des forêts côtières, des prairies et des mangroves. Il est officiellement inauguré en 2015 par le ministre des Transports et des Infrastructures Khaw Boon Wan (en).
L'île a été proposé comme principale lieu d'accueil du Jamboree mondial de 2015.